# 似大地水准面
似大地水准面也称准大地水准面，是苏联科学家莫洛坚斯基研究地球形状时引入的一个虚拟的辅助面，似大地水准面是正常高的基准面，它与大地水准面之差等于正高与正常高之差。似大地水准面是由地面点沿正常重力线向下量取该点的正常高，其端点所构成的曲面。

## 参看
- 大地水准面
- 正高
- 正常高